# Apodesmoptera luzonica
Apodesmoptera luzonica är en insektsart som beskrevs av Kevan, D.K.M. 1963. Apodesmoptera luzonica ingår i släktet Apodesmoptera och familjen Pyrgomorphidae. Inga underarter finns listade i Catalogue of Life.